# Roger Whittaker
Roger Whittaker (født i Nairobi, Kenya 22. marts 1936, død 13. september 2023) var en britisk musiker og sangskriver, der solgte mere end 50 millioner plader på verdensplan. Hans musik er i folk og easy listening-genren. Tidligt i karrieren blev han især kendt for sin fantastiske evne til at fløjte.
Han slog igennem i 1969 med Durham Town som sammen med Mexican Whistler, The Last Farewell og I Don't Believe in 'If' Anymore er nogle af de største hits.

## Diskografi
- New World in the Morning (1971)[3]
- The Magical World of Roger Whittaker (1975)[4]
- The Roger Whittaker Christmas Album (1976)[5]
- Roger Whittaker in Kenya: A Musical Safari (1984)
- Greatest Hits (1994)[5]